# 贝姬·哈蒙
丽贝卡·林恩·哈蒙（英語：Rebecca Lynn Hammon，1977年3月11日—），美国/俄罗斯女子篮球运动员、教练，现为WNBA球队拉斯維加斯王牌的教练。在其球员生涯中，哈蒙曾效力于WNBA球队圣安东尼奥银星和纽约自由人，以及几支海外球队。出生并生活于美国的哈蒙在2008年成为了一名归化俄罗斯公民，并代表俄罗斯国家队出战了2008年和2012年的奥运会。
在2014年8月5日，哈蒙被马刺雇佣为助理教练，成为NBA史上第二位女性助理教练，也是第一位全职的女性助理教练。同时这也使得她成为北美四大联赛中第一位女性助理教练。2015年7月3日，马刺宣布任命哈蒙为马刺夏季联赛主教练，哈蒙也因此成为了夏季联赛历史上第一位女性主教练。2015年7月20日，哈蒙带领马刺在拉斯维加斯举行的夏季联赛中夺冠。
在2021年12月30日，哈蒙被拉斯維加斯王牌簽下破紀錄的5年合約擔任總教练，她會在馬刺待到今年結束雇佣。
2023年以球員身份選進籃球名人堂，與她的前雇主 － 格雷格·波波维奇教練同梯。她也是史上第一位俄羅斯國籍名人堂成員。